# Koncipista
Koncipista nebo také obecněji koncipient (německy Konzipist nebo Konzipient z latinského conceptus / shrnovat, concipere / zahrnovat) je název úřednického povolání, který se v minulosti používal převážně v Rakousku-Uhersku a dodnes se používá v Rakousku.  Názvu povolání koncipisty dnes asi nejlépe odpovídá „projektový manažer“.

## Vymezení pojmu
Obvykle se jednalo o státního úředníka nebo zaměstnance, který má za úkol pro příslušnou instituci vyvíjet a předkládat návrhy a koncepty, řešení problémů, programy, teorie apod. Jako předběžný krok k této pozici byl koncepční stážista.

Jako koncipista pracoval od roku 1910 např. Franz Kafka obchodního oddělení, na které se připravoval přednáškami „Strojní technologie“ na pražské Německé vysoké škole technické. Rakouský dramatik Franz Grillparzer byl koncipientem vídeňské dvorní knihovny v roce 1812.
Mezi advokáty v Rakousku je „koncipista“ stále běžným označením pro advokátního koncipienta v Německu se jako obdobný termín pro koncipienta užívá výraz „Referendar“, ve Švýcarsku „Substitut“.